# Edgar von Wahl
Edgar von Wahl (también llamado Edgar de Wahl; Olviopol, Imperio ruso, 11 de agosto de 1867-Tallin, Unión Soviética, 1948) fue el creador de la lengua auxiliar internacional llamada occidental o interlingue.
Fue educado en San Petersburgo y voluntariamente completó el servicio militar en la Armada Imperial Rusa. En 1894, se mudó a Tallin, donde vivió casi el resto de su vida. Trabajó como maestro de escuela, dando clases en varias escuelas de Tallin. Antes y durante la Primera Guerra Mundial, también fue concejal de la ciudad de Tallin.
Se dedicaba a la lingüística como pasatiempo, no la había estudiado y no hacía trabajo profesional como lingüista. Su interés por las lenguas, y especialmente por las lenguas artificiales, surgió ya cuando estudió en San Petersburgo. Comenzó como defensor del volapük y luego se involucró en el esperanto, siendo uno de los primeros esperantistas. En la última década del siglo XIX, sin embargo, comenzó la búsqueda de un nuevo idioma internacional ideal, que en 1922 llegó a la introducción de un idioma llamado occidental y, en particular, la publicación de la revista Kosmoglott, que tenía la intención de promover el idioma.
Renunció a la oportunidad de reasentarse en Alemania en 1939, se quedó en Estonia y fue llevado al hospital psiquiátrico de Seewald durante la ocupación alemana. En 1945, mientras estaba en un hospital psiquiátrico, escapó por poco de la deportación y murió allí en 1948.
En 1949, el idioma que creó fue renombrado interlingue, y con este nombre todavía se conoce principalmente hoy en día.

## Origen

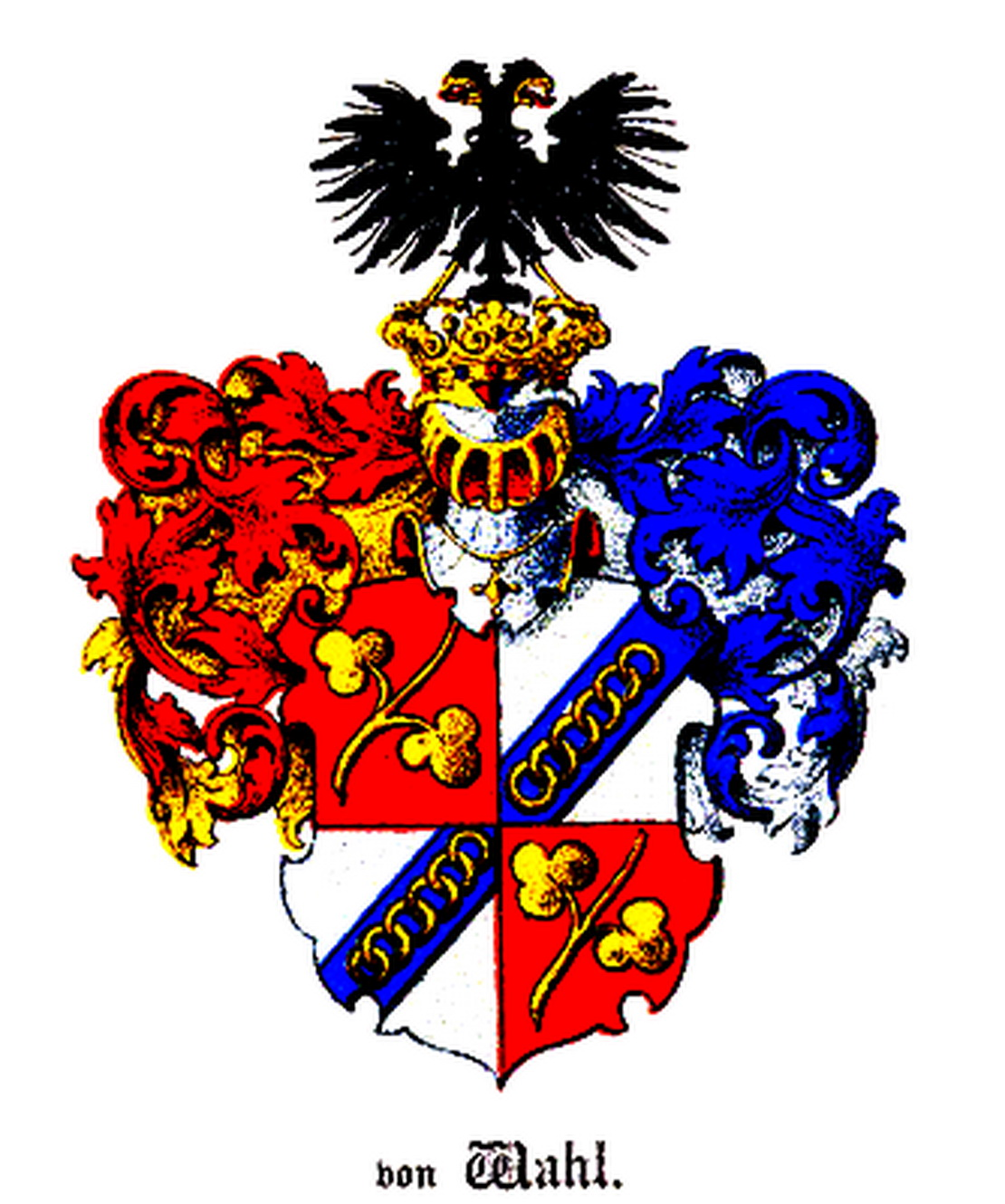
Escudo de armas de la familia Wahl.

Edgar von Wahl era miembro de la línea Päinurme de la familia Wahl (Haus Assick). El bisabuelo de Edgar von Wahl fue Carl Gustav von Wahl, quien adquirió las mansiones Pajusi, Tapik y Kavastu y también fue el propietario de Kaave Manor por un corto tiempo. Carl Gustav von Wahl tuvo un total de 14 hijos de dos matrimonios, de los cuales descendieron varias líneas de Wahl. Uno de ellos, el abuelo de Edgar von Wahl, Alexei von Wahl, un funcionario que compró Päinurme en 1837, sentó las bases de la línea Päinurme. Además, fue inquilino en Taevere Manor, donde nació el padre de Edgar von Wahl, Oskar von Wahl (1841-1906).
Las raíces de Edgar von Wahl se extendieron en parte a Inglaterra. Una de sus bisabuelas, Henriette Edwards, la primera esposa de Carl Gustav von Wahl, era hija del comerciante inglés George Edwards. Otra bisabuela, Kornelia Elisabeth Knirsch, esposa de Alexei von Wahl, fue madre de Marie Turner de Inglaterra.
El padre de Edgar von Wahl, Oskar von Wahl, un ingeniero ferroviario de profesión, se casó con Lydia Amalie Marie von Husen (1845-1907) en Tallin en 1866.

## Biografía

### Infancia y juventud
Edgar von Wahl nació en Olviopol, Ucrania, el 23 de agosto de 1867. Sus padres se habían mudado allí porque Oskar von Wahl comenzó a trabajar en el ferrocarril Odesa-Balta-Krementšuk-Járkov en 1866. Hay datos contradictorios sobre el lugar exacto de nacimiento de Wahl. Como regla general, la ciudad de su nacimiento es la ciudad de Olviopol, pero hay fuentes que incluyen la ciudad de Bogopil (también Bogopol) cerca de Olviopol, al otro lado del río Bug del Sur, como su lugar de nacimiento. Ambas ciudades han sido identificadas en algunas fuentes.
A más tardar en 1869, la familia Wahl se mudó a Krementšuk. Los dos hermanos de Wahl nacieron allí: Oskar Paul Karl, que murió cuando era un bebé en 1869, y Arthur Johann Oskar (fallecido en 1951) en 1870. Las dos hermanas de Wahl, Lydia Jenny Cornelia (1871-1917) y Harriet Marie Jenny (1873-1920) nacieron en Tallin y Jenny Theophile (fallecida en 1961) en San Petersburgo en 1877.
La familia se mudó a San Petersburgo en 1876 después del período intermedio en Tallin. En el mismo año, Edgar von Wahl comenzó a estudiar en el 3.er Gimnasio de San Petersburgo, graduándose en 1886. Luego estudió arquitectura y más tarde pintura en la Facultad de Física y Matemáticas de la Universidad de San Petersburgo y en la Academia de Artes de San Petersburgo. Después de ingresar a la universidad en 1886, Wahl se unió a la corporación alemana báltica Nevania, que operaba en San Petersburgo, donde también ocupó el cargo de tesorero en el semestre de otoño de 1891. Wahl se graduó de la Universidad de San Petersburgo en 1891 y recibió un diploma como profesor de dibujo en la Escuela Primaria de la Academia de Artes en 1893. Después de graduarse de la universidad, Wahl trabajó brevemente como maestro sustituto en San Petersburgo en el otoño de 1891, y después ingresó en el servicio militar.
Wahl aprendió varios idiomas cuando era niño y adolescente. De niño, había adquirido conocimientos de alemán, ruso, estonio y francés, en la escuela secundaria superior estudió latín y griego antiguo, y español en la universidad. Además de estos, fue capaz de hacerse entender en otros nueve idiomas. Según las propias palabras de Wahl, ya había tenido el deseo de inventar un nuevo idioma cuando era niño. Para los juegos indios, desarrolló un «idioma indio» personal, cuya gramática se basaba en el griego y el estonio.

### Servicio militar

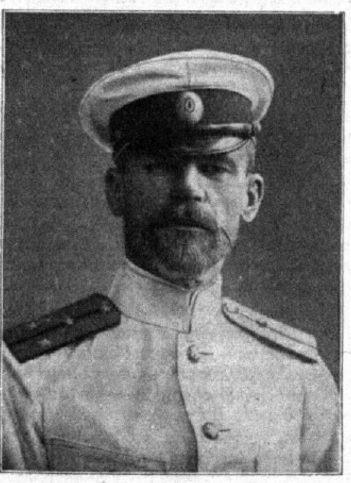
Edgar de Wahl con un uniforme de la marina rusa en 1914.

En 1892, Wahl se ofreció como voluntario para servir en la Armada rusa. Durante su servicio, de Wahl viajó extensamente, visitando las islas del Caribe y los Estados Unidos, entre otros. A principios de 1894, recibió el rango de mitchman y se retiró poco después. En 1895 se convirtió en miembro del Club Náutico Marítimo Imperial de Estonia, y en los años siguientes tomó parte activa en sus actividades, siendo miembro de su comité técnico y siendo el secretario del club. En el verano de 1904, Wahl fue llamado al servicio activo nuevamente. Sirvió en la Flota del Báltico hasta octubre de 1905. Al mismo tiempo, no participó en las batallas de la Guerra Ruso-Japonesa.
Según las memorias de Olev Mikiver, el difunto artista estonio que conoció a de Wahl de cerca en su juventud, había estado muy orgulloso de su uniforme de oficial de la era zarista y a veces lo llevaba décadas más tarde:

E. von Wahl, por cierto, había sido oficial de la Armada del zar a una edad temprana y, según sus palabras, reprimió la rebelión de un marinero en Sveaborg, el puerto militar o fortaleza marítima de Helsinki, ahora llamada Suomenlinna, en 1905 o 1906. Debe haber considerado este tiempo sagrado, porque décadas más tarde, por ejemplo, en la boda de mi hermana, apareció con un uniforme zarista.
Memorias de Olev Mikiver, publicado en 1993

Sin embargo, era poco probable que von Wahl participara en la represión del levantamiento de Viapor, ya que ya había sido liberado del servicio para entonces. Según algunos informes, de Wahl fue reintroducido en el servicio activo durante la Primera Guerra Mundial.
Durante su servicio en la Armada rusa, von Wahl fue galardonado con el 2.º y 3.º rango de la Orden de San Estanislav y el 3.º rango de la Orden de Santa Ana.
Desde 1921 Wahl también fue registrado como oficial de reserva de la República de Estonia. En 1922, de Wahl se convirtió en miembro honorario del Club Náutico Marítimo Imperial de Estonia.

### Principios del período de Tallin
Wahl se casó con Maria von Hübbenet (1871-1933), la hija del médico personal de la Gran Duquesa Maria Pavlovna, en San Petersburgo en 1894. Tuvieron cinco hijos: Johann o Hans (1895-1968), Guido (1896-?), Ellen (nacida y fallecida en 1900), Anatol (1903-1972) y Lydia Maria (1907-1989). A finales de 1894, Wahl se mudó a Tallin, donde pasó la mayor parte de su vida futura. En el otoño del mismo año, había recibido el puesto de profesor de matemáticas y física en la Escuela Secundaria de Ciencias de San Pedro en Tallin. Continuó enseñando dibujo en la Escuela Femenina Baronesa von der Howen, en la Escuela Hanseática, en la Escuela Catedralicia y en otros lugares. Su enseñanza fue interrumpida sólo durante su tiempo en el servicio militar. El estilo de enseñanza de Wahl ha sido descrito en sus memorias por Aleksander Veiderma, un educador posterior que estudió en la Escuela Real de San Pedro de 1906 a 1909:

Las matemáticas y la física también fueron enseñadas por Edgar von Wahl, un ex oficial naval que siempre tenía algunos comentarios pegadizos sobre un evento o persona. Estaba bellamente sucio en la realización de experimentos de física: a menudo los utensilios y los vidrios se rompían. Su actitud hacia los estudiantes era simple, lo que también se confirma con el apodo de Sass.
Memorias de Alexander Oddma

A principios de siglo, comenzó la actividad publicista más activa de Wahl. Publicó artículos relacionados con la lingüística en publicaciones especializadas, así como escritos en varios periódicos y revistas de Tallin.

### Concejal de la ciudad antes y durante la Primera Guerra Mundial
Además de ocupar la profesión docente, de Wahl también entró en política antes del estallido de la Primera Guerra Mundial. En 1913 fue elegido miembro del consejo de la ciudad de Tallin. En el mismo año, se convirtió en miembro del comité del consejo para la protección de monumentos de edificios antiguos. A pesar de su posición docente, Wahl no se ocupó de los problemas de educación en el Concejo Municipal. Era un asistente activo en las reuniones del consejo, pero hablaba poco. También en ese año su matrimonio se disolvió, después de lo cual Johann, Guido y Lydia se quedaron con el padre de María. Anatol se quedó con su madre, que se mudó a Finlandia, y algún tiempo después Lydia María también fue allí. Los hijos mayores de von Wahl se habían mudado a Alemania al comienzo de la Primera Guerra Mundial y estaban sirviendo en el ejército alemán en la guerra.
Después del comienzo de la Primera Guerra Mundial, los alemanes que vivían en el Imperio ruso fueron sometidos a represiones, que tampoco dejaron a de Wahl completamente intacto. Por ejemplo, se cerró el Club Noble de Tallin, del que Wahl había sido miembro. En el otoño de 1914, se encontró en el centro de una campaña de propaganda para cambiar los topónimos alemanes. Como concejal de la ciudad, participó en discusiones sobre el cambio del nombre de la ciudad de Tallin, que siguió a la propuesta del alcalde Jaan Poska de reemplazar el Revel de habla alemana con Kolyvan del idioma ruso antiguo (al hacerlo, se usó el nombre incorrecto Kalyvan en la discusión del asunto). de Wahl descubrió que los nombres más antiguos de la ciudad eran Ledenets o Lindanisa. También estaba interesado en cuánto costaría cambiar el nombre, que se decía que había sido recibido con «risas generales» en el consejo. Los votos necesarios para cambiar el nombre finalmente se recogieron en el consejo, pero el cambio en sí no se realizó. Ese mismo año, Wahl se casó con Agnes Riesenkampff. Al igual que su esposo, Agnes era maestra, y daba gimnasia en varias escuelas de Tallin.
Wahl también fue elegido para el consejo de la ciudad en 1917 en las elecciones celebradas justo antes de la Revolución de Febrero. En el nuevo consejo, se convirtió en miembro del departamento de bomberos, la educación pública y los comités de asuntos de casas de empeño de la ciudad, y también continuó como miembro de la Comisión de Construcción de Monumentos. Sin embargo, en agosto de 1917, se eligió un nuevo consejo, y cesaron las actividades políticas de von Wahl. Ese año tuvo una hija, Veronika.

### Vida en una Estonia independiente
En febrero de 1918, en el momento de la declaración de independencia, Wahl había expresado su deseo de convertirse en miembro del escuadrón de aplicación de la ley. El permiso de armas le fue escrito por su estudiante, quien desde entonces ha recordado este hecho:

Entre los que querían hacer armas, solo recuerdo a uno: mi profesor de física, von Wahl. Creo recordarlo por el estado de ánimo que podría haber surgido en el alma de un joven estudiante cuando su maestro le pide un arma.
N. Rg. ex estudiante de escuela real con iniciales en 1934

En 1919, la Escuela Real Peetri (Peetri Reaalkool) se dividió en dos: la Escuela Secundaria de Ciencias de Tallin en estonio y la Escuela Secundaria de Ciencias Alemana de Tallin en alemán. de Wahl continuó como profesor en esta última, donde impartió clases de matemáticas, física, geografía, cosmografía y dibujo. Los estudiantes a menudo iban a trabajos de seguimiento en su casa en la calle Eha, que fue diseñada en estilo marinero y, por lo tanto, fue apodada la "cabaña" entre los estudiantes. Entre los estudiantes, de Wahl era un maestro popular que estaba particularmente dedicado a enseñar geografía, probablemente porque había viajado mucho. Los estudiantes también quedaron impresionados por el hecho de que de Wahl era miembro del Club inglés, que operaba en la escuela.
Era muy directo, por lo que podía entrar en conflicto con otros maestros. Por ejemplo, no le gustaba el arte moderno, hecho que expresó abiertamente durante una visita a una exposición de arte por invitación del profesor de arte de la escuela. Comparó el arte moderno con el comunismo:

¡Moderno! ¡Así que enseñad a los chicos el comunismo! ¡Hay algo moderno en eso también!
Palabras supuestamente pronunciadas en un momento y lugar desconocidos por Edgar von Wahl

Wahl se jubiló a mediados de la década de 1920, pero continuó enseñando a tiempo parcial hasta 1933. Después de su jubilación, se dedicó a sus pasatiempos, especialmente a los idiomas artificiales que se habían convertido en una cuestión personal desde los días de San Petersburgo. También fue editor de la revista Estländische Wochenschau de 1929 a 1930. Casi al mismo tiempo, su interés en el adivino francés del siglo XVI Nostradamus y sus predicciones se intensificaron, de lo que habló en una entrevista con The News en el verano de 1932.

### Durante la Segunda Guerra Mundial
En 1939, a diferencia de sus seres queridos, de Wahl no se fue en el curso del reasentamiento y decidió quedarse en Estonia. De Wahl, que representaba la idea paneuropea idealista, no era del agrado del gobierno nacionalsocialista de Alemania. Incluso llamó al estado alemán un «estado termita». La razón para quedarse en Estonia también puede haber sido que cuando se fue, debería haber dejado atrás sus extensos archivos, y el peligro de terminar en una casa de retiro en Alemania puede haber jugado un papel, como le había sucedido a algunos de sus conocidos.
El segundo matrimonio de Wahl duró hasta 1941, cuando Agnes fue arrestada y fusilada por el NKVD. 
de Wahl se mantuvo alejado de la reubicación posterior que tuvo lugar en la primavera de 1941. En cualquier caso, estaba al tanto de la reubicación posterior, porque cuando se le preguntó sobre sus planes, respondió, sin dejar dudas de que su decisión era quedarse en Estonia:

Este Hitler, este loco, prohíbe mi lengua en todos los países que conquista. ¡Este tipo está loco!
Edgar von Wahl en el invierno de 1941

En el primer año de represiones soviéticas, de Wahl logró escapar. Después del comienzo de la ocupación alemana, fue sospechoso de actividades antiestatales. de Wahl fue arrestado el 12 de agosto de 1943, a causa de cartas enviadas a Posen, su cuñado, pero enredado en la censura en Königsberg en julio de ese año, en las que predijo el estallido de un levantamiento en Polonia y aconsejó a los seres queridos que vivían allí que se fueran a Alemania:

Cabe señalar que después de la disolución del bolchevismo, alrededor de 1944, cuando las fuerzas germano-aliadas se acercan desde el norte a la peligrosa Asia Menor para erradicar el levantamiento árabe, pero no antes, es muy probable que al retirar las tropas de las tierras conquistadas por Alemania, los polacos intenten iniciar un levantamiento (ya tienen campamentos secretos de armas), y luego la larga disputa de odio puede convertirse en una masacre particularmente despiadada que vive en antiguas aldeas y mansiones polacas. Los bálticos están en peligro. Por lo tanto, quiero advertirle a usted y a todos los demás que se encuentran en la misma situación y pedirles que abandonen Wartegau si es posible, o al menos cualquier medio de escape cuando estalle el levantamiento árabe. Despliega el Reich a tiempo. Pido que esta carta, que le he escrito ahora, en julio de 1943, se conserve como documento y, si es posible, se entregue a otros para que la examinen.

Carta de Edgar von Wahl a Lieselotte Riesenkampff en Tallin el 18 de julio de 1943

En la misma carta, Wahl señaló que había predicho previamente el ataque a Pearl Harbor y el estallido de la guerra entre los Estados Unidos y Japón. Wahl no negó lo que escribió durante la audiencia y repitió varias de las acusaciones hechas allí, «creyendo firmemente» en la veracidad de sus predicciones. de Wahl estuvo recluido durante algún tiempo en el campo de trabajo y educación de Tallin, pero el testimonio dado durante su interrogatorio fue considerado extraño por el SD y, por lo tanto, hizo que Wahl fuera examinado en la clínica nerviosa de Seewald. Allí le diagnosticaron debilidad en la vejez y lo dejaron en un hospital psiquiátrico, lo que también lo salvó de la posible pena de muerte. Wahl también fue defendido por varios parientes cercanos y amigos que afirmaron que no era responsable de sus actos.
Durante el bombardeo de marzo de 1944, el archivo de von Wahl fue destruido, lo que fue un gran shock para él. Tres años más tarde, en una carta al occidentalista finlandés A. Z. Ramstedt, recordó que lo que había sucedido era un verdadero desastre, durante el cual se perdieron muchos materiales irremplazables y únicos.

### Últimos días y muerte

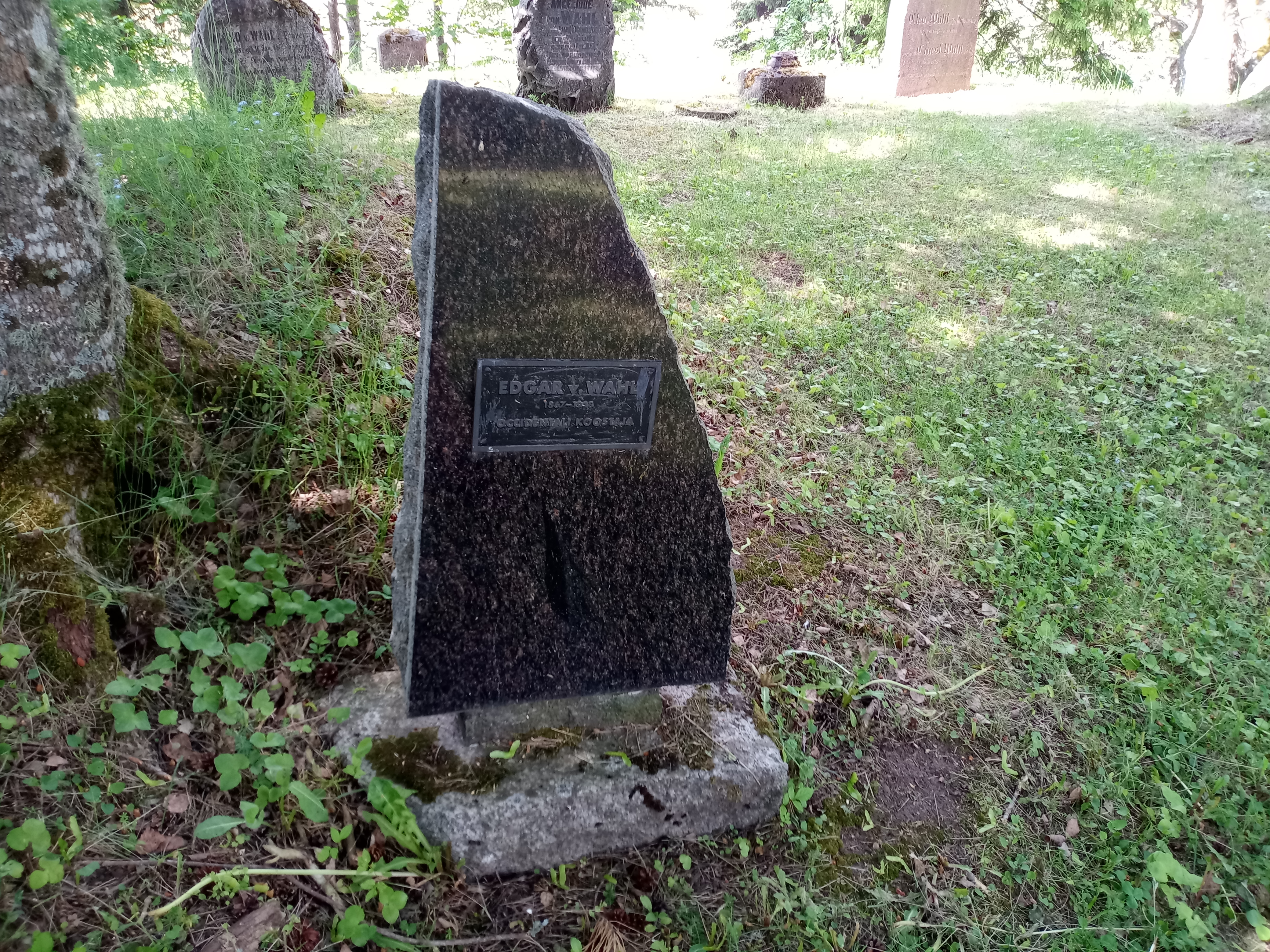
Lápida de Edgar de Wahl en Pajus.

La lista de acciones de deportación alemanas compilada en febrero de 1945 incluía el nombre de von Wahl, al igual que otros alemanes que aún vivían en Estonia. Durante su deportación en agosto, sin embargo, Wahl estaba entre una docena de personas que no fueron deportadas o cuyo paradero no pudo ser determinado. Aunque las razones de la fuga de von Wahl no se conocen con exactitud, se sabe que en algunos casos el jefe del grupo de trabajo que llevó a cabo la deportación tomó la decisión de no tomar a los enfermos graves o discapacitados, la decisión puede haber sido influenciada por la opinión del personal del hospital. Por lo tanto, fue su presencia en un hospital psiquiátrico lo que probablemente salvó a Wahl por segunda vez.
Después de escapar de la deportación, Wahl aún logró mantener correspondencia con colegas extranjeros. Es posible que los médicos de Seewald reconocieran su dedicación a la filología cuando hizo posible la comunicación con el mundo exterior.
Wahl murió a las tres de la tarde el 9 de marzo de 1948. Fue enterrado el 14 de marzo en el cementerio Alexander Nevsky en Tallin. En 1996, los restos de von Wahl fueron trasladados al cementerio señorial de Pajus, donde también se encuentra la capilla de la familia de Wahl.

## Occidental

### Antecedentes
Los esfuerzos de Wahl para crear un idioma nuevo e ideal para la comunicación internacional comenzaron con un interés generalizado en los idiomas artificiales en el Imperio ruso a finales del siglo XIX y principios del siglo XX. En San Petersburgo, de Wahl se interesó primero en el volapük recientemente creado, y luego por el esperanto. En algún momento entre 1887 y 1888, Wahl, a través de su padre, conoció a su colega Waldemar Rosenberger, que estaba comprometido con el volapük en ese momento, por lo que Wahl inicialmente se adhirió a este mismo idioma. Se convirtió en un activo defensor del volapük, pero muy pronto, en la primera mitad de 1888, conoció el esperanto y cambió a él. Paul Ariste ha escrito que Wahl se convirtió rápidamente en un defensor de Ludwik Zamenhof y su trabajo después de familiarizarse con el primer libro de texto de esperanto publicado en 1887. Fue uno de los fundadores de Espero, la primera sociedad de esperanto de Rusia, fundada en San Petersburgo en 1891, y también se convirtió en corresponsal de la revista La Esperantisto. Tradujo ficción rusa al esperanto y compiló un diccionario esperanto-español. Se dice que incluso viajó a Varsovia para visitar a Zamenhof.
Sin embargo, Wahl no se adhirió de forma definitiva al esperanto, sino que comenzó la búsqueda de un nuevo idioma artificial. Paul Ariste indicó las razones por las que lo hizo:

Tenía un carácter inquieto, siempre algo nuevo. Debido a este rasgo, cuando era más joven, se había inclinado cada vez más a abogar por nuevos diseños para idiomas artificiales [...].
Paul Ariste en 1967.

Según Jaan Ojalo, Wahl se alejó del esperanto después de que la mayoría de los esperantistas rechazaran las propuestas para reformar el idioma en 1894. Varias propuestas de reforma vinieron del propio Wahl. En opinión de Ojalo, Wahl consideraba que el esperanto también era a priori. Descubrió que el idioma internacional ideal debe ser más natural y comprensible incluso sin aprender. En opinión de Ojalo, Wahl también consideraba que el esperanto era demasiado democrático, lo que amenaza la cultura occidental.

### Creación e introducción

El símbolo del occidental, que representa una tilde dentro de un círculo, se introdujo antes de 1934 y fue seleccionado entre varias variantes debido a su simplicidad y simbolismo que se refiere a la comunicación.

Wahl dio los primeros pasos para crear un nuevo idioma en los últimos años del siglo XIX. En 1896 y 1897 publicó dos artículos en la revista Linguist publicada en Hannover, en los que presentó sus ideas. Casi al mismo tiempo, Rosenberger, que había conocido a Wahl en la última década del siglo y era en ese momento presidente de la Academia de Volapük de San Petersburgo, presentó a los miembros de la academia un nuevo idioma de su propia creación: el idiom neutral. A partir de 1906, Rosenberger también publicó la revista Progres en un nuevo idioma en San Petersburgo. En la misma publicación, Wahl hizo sus propias propuestas en 1906 para reformar el idioma, que Rosenberg adoptó un año después. A pesar de la reforma, el idiom neutral no ganó popularidad y se desvaneció. Al mismo tiempo, Wahl desarrolló el AULI (Auxiliari Lingue International), que se basaba en las lenguas romances, que se convirtió en la etapa intermedia del occidental, y lo introdujo en 1909 en la revista Academia pro Interlingua – Discussiones. En 1911, Wahl formuló la regla de formación de palabras que formó la base del occidental.
En 1916, los entusiastas del idioma artificial ruso fundaron la Asociación Cosmoglot en San Petersburgo. Wahl no fue uno de los fundadores de la asociación, pero más tarde se unió a ella, al igual que el lingüista estonio Jakob Linzbach. Wahl se convirtió en portavoz de la «escuela naturalista» en la sociedad; allanando así el camino para la creación del occidental. Con los acontecimientos revolucionarios de 1917 y la salida de sus miembros de San Petersburgo, las actividades de la asociación se desvanecieron y terminaron por completo en 1921, pero se recuperaron en Tallin en el mismo año. Las actividades de la asociación fueron revividas por Wahl junto con Linzbach, y el nombre de la asociación se cambió a Cosmoglott. También se mantuvieron lazos con los antiguos miembros de la asociación, que ahora operaban en varios países europeos. Wahl también fue el editor de la revista Cosmoglott publicada por la asociación de 1922 a 1926. En el primer número de la misma revista, Wahl introdujo el idioma  artificial que creó, el occidental. De 1923 a 1928, también introdujo el idioma en la publicación seriada Occidental, unic natural, vermen neutral e max facil e comprensibil lingue por International relationes. Wahl publicó un libro en 1925 titulado Radicarium directiv del lingue International (Occidental). En 8 lingues.

### Propagación
En el primer número de la revista, también se publicó uno de los primeros intentos de la sociedad de ganar atención internacional por sus actividades. A saber, se imprimió una carta enviada a la Sociedad de Naciones el 5 de septiembre de 1921, recomendando la introducción de un lenguaje perfecto, no necesariamente el más común de comunicación entre los pueblos, que se adquiriría fácilmente. A fin de encontrar un idioma adecuado, se recomendó que se celebrara un concurso y que los candidatos hubieran sido evaluados por un comité de expertos convocado por la Sociedad de Naciones. La Sociedad de Naciones rechazó la propuesta.
A pesar del fracaso en la Sociedad de Naciones, el occidental atrajo a muchos entusiastas del ido, pero los esperantistas se mantuvieron fieles a su idioma. Según Paul Ariste, hubo contradicciones entre los idistas, y después de la apelación personal de Wahl para comenzar a promover el occidental. En paralelo con el aumento de la popularidad de la lengua, la actividad de Cosmoglotta disminuyó, y el evento de conmemoración de diciembre de 1928 para Rosenberger, quien murió 10 años antes, ha sido considerado el último evento conocido de la sociedad.

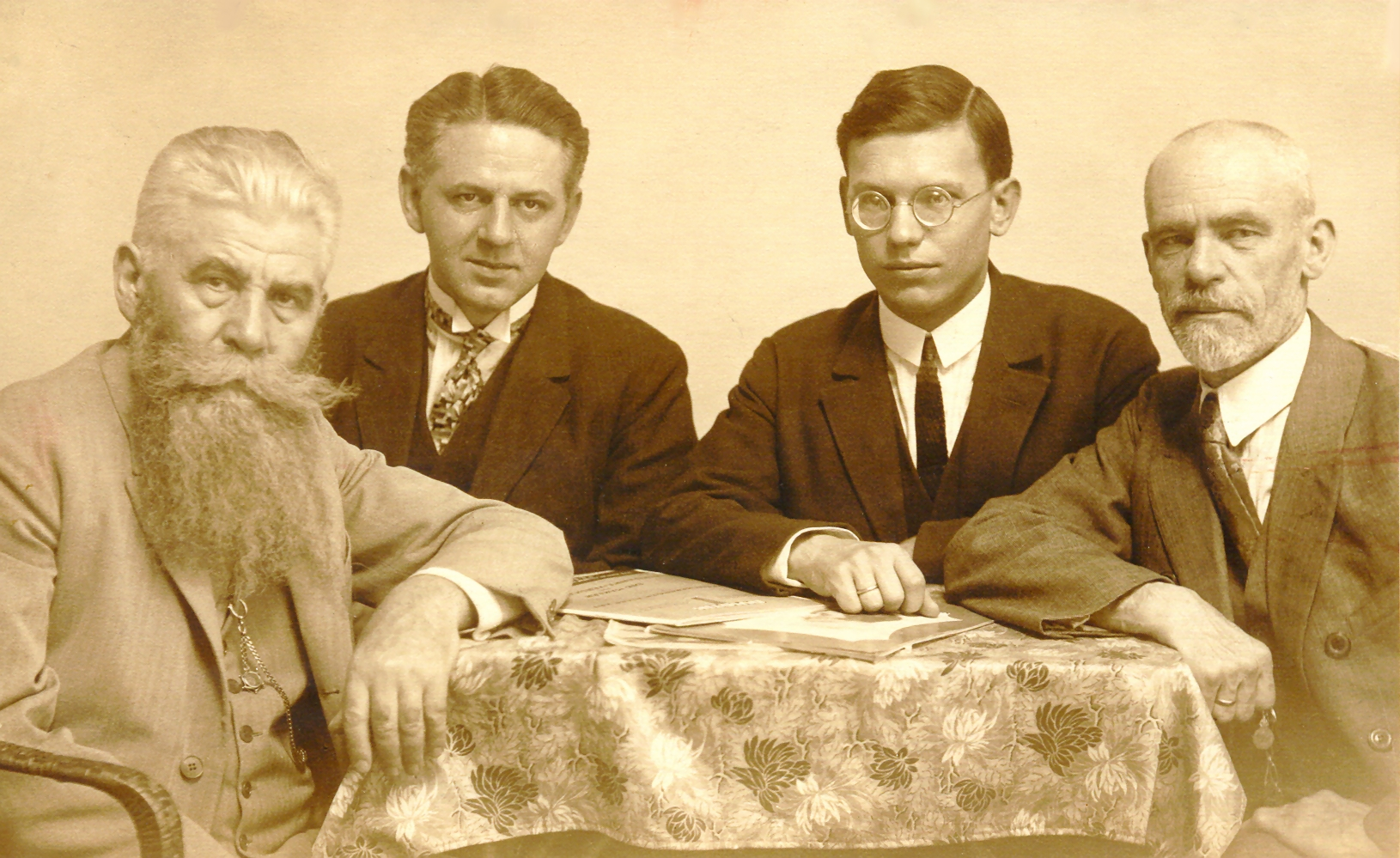
Edgar von Wahl con occidentalistas en Viena en 1927: de izquierda a derecha Hanns y Johann Robert Hörbiger, Engelbert Pigal y Edgar von Wahl.

Sin embargo, durante la década de 1920, surgieron nuevas sociedades occidentales. En 1927, se fundó la Asociación Internacional Cosmoglotta, que un año más tarde pasó a llamarse Occidental-Union. A partir de 1927, la revista Cosmoglott comenzó a publicarse en Viena en lugar de Tallin bajo el nombre de Cosmoglotta. En el último número publicado en Tallin, Wahl publicó, entre otras cosas, el poema de Lydia Koidula bajo el título «Max car donation». Para Wahl personalmente, la popularidad del nuevo idioma trajo renombre internacional. Hizo presentaciones en varios países europeos y se comunicó estrechamente con lingüistas. En 1939, fue probablemente el único estonio en ser invitado a la V Conferencia lingüística en Bruselas. Por otro lado, de Wahl continuó siendo un aficionado. Sus actividades lingüísticas nunca alcanzaron problemas lingüísticos teóricos más amplios, sino que se limitaron a construir su propio idioma artificial y abordar cuestiones relacionadas.
El occidental nunca alcanzó una popularidad comparable a la del esperanto, aunque de Wahl había querido crear un idioma ideal para la comunicación internacional. A diferencia del esperanto, que se convirtió en un idioma popular entre los movimientos obreros, los hablantes de occidental en el período de entreguerras eran predominantemente intelectuales de Europa occidental.
En 1949, después de la muerte de Wahl, el occidental pasó a llamarse interlingue para eliminar la referencia a Occidente y hacer que el idioma fuera más internacional. Según Pekka Erelt, el nombre relacionado con «Occidente» de la lengua ralentizó su expansión en el bloque del Este. Después del cambio de nombre del idioma, la Occidental-Unión se convirtió en la Interlingue-Union como lo es hoy. La asociación tiene su propia academia y la revista Cosmoglotta sigue siendo publicada por la asociación.

## Publicaciones
- Edgar von Wahl. Flexion und Begriffsspaltung. – Linguist 1896, nr 10.
- Edgar von Wahl. Ausnahmen. – Linguist 1897, nr 3.
- Edgar von Wahl. [Idiom neutral reformed]. – Progres 1906, nr 6.
- Julian Prorók. Ketzereien: Keimzellen einer Philosophie. Tartu, Leipzig 1906.
- Edgar von Wahl. AULI = Auxiliari lingue International. – Discussiones 1909, nr 1-2.
- Edgar von Wahl. Li leges de derivation en verbes. - Lingua Internationale 1911, nr 1.
- Edgar von Wahl. Kaiserlicher Estländischer See-Yacht-Club: historische Übersicht 1888-1913. Tallinn 1913.
- Edgar von Wahl. Qual instructiones da nos li historie de lingue universal. – Kosmoglott 1922, nr 1, lk 6–8.
- Edgar von Wahl. Radicarium directiv del lingue international (occidental): in 8 lingues. Tallinn 1925.
- Edgar von Wahl. Interlinguistic reminiscenties. – Cosmoglotta 1927, nr 41, lk 54–64.
- Edgar von Wahl. Occidental: gemeinverständliche europäische Kultursprache für internationalen Verkehr: Begründung, Grammatik, Wortbildung, vergleichende textproben. Tallinn, Viin 1928.
- Edgar von Wahl, Otto Jespersen. Discussiones inter E. de Wahl e O. Jespersen. Chapelle 1935.
- Edgar von Wahl. Spiritu de interlingue. Cheseaux/Lausanne, 1953.